# Palladium-110
Palladium-110 of 110Pd is een stabiele isotoop van palladium, een overgangsmetaal. Het is een van de zes stabiele isotopen van het element, naast palladium-102, palladium-104, palladium-105, palladium-106 en palladium-108. De abundantie op Aarde bedraagt 11,72%. De isotoop wordt ervan verdacht via een dubbel bètaverval te vervallen tot de stabiele isotoop cadmium-110:
{\displaystyle {\ce {{^{110}_{46}Pd}->{^{110}_{47}Ag}+{e^{-}}+{\bar {\nu }}_{e}}}}
{\displaystyle {\ce {{^{110}_{47}Ag}->{^{110}_{48}Cd}+{e^{-}}+{\bar {\nu }}_{e}}}}
Palladium-110 bezit echter een halfwaardetijd van 600 biljard jaar en kan de facto als stabiel beschouwd worden. Dit vanwege het feit dat de halfwaardetijd miljarden malen groter is dan de leeftijd van het universum.
Palladium-110 ontstaat onder meer bij het radioactief verval van rodium-110 en zilver-110.
90Pd · 91Pd · 92Pd · 93Pd · 93mPd · 94Pd · 94mPd · 95Pd · 95mPd · 96Pd · 96mPd · 97Pd · 98Pd · 99Pd · 100Pd · 101Pd · 102Pd · 103Pd · 103mPd · 104Pd · 105Pd · 106Pd · 107Pd · 107m1Pd · 107m2Pd · 108Pd · 109Pd · 109m1Pd · 109m2Pd · 110Pd · 111Pd · 111mPd · 112Pd · 113Pd · 113mPd · 114Pd · 115Pd · 115mPd · 116Pd · 117Pd · 117mPd · 118Pd · 119Pd · 120Pd · 121Pd · 122Pd · 123Pd · 124Pd · 125Pd · 126Pd · 126m1Pd · 126m2Pd · 127Pd · 128Pd · 128mPd · 129Pd